# Jon Thorbjörnson
Jon Andreas Thorbjörnson, född 25 mars 1976 i Skepplanda församling, Älvsborgs län, är en svensk politiker (vänsterpartist). Han var ordinarie riksdagsledamot 2018–2022, invald för Hallands läns valkrets.
Innan han tillträdde som riksdagsledamot arbetade Thorbjörnson som lärare. Han har även varit fackligt aktiv i Lärarnas Riksförbund och suttit i kommunfullmäktige i Kungsbacka kommun.
I riksdagen var Thorbjörnson suppleant i bland annat civilutskottet, kulturutskottet och miljö- och jordbruksutskottet. I valet 2022 kandiderade han åter till riksdagen, men Vänsterpartiet förlorade sitt mandat i valkretsen.